# Elizabeth Bolden
Elizabeth "Lizzie" Bolden (Tennessee, 15 de agosto de 1890 — Memphis, 11 de dezembro de 2006), foi uma estadunidense, considerada a pessoa mais velha do mundo à data da sua morte.
Elizabeth Bolden era a pessoa mais velha do mundo desde a morte da equatoriana María Ester de Capovilla, de 116 anos, em Agosto de 2006.
Em 2004 sofreu um ataque apoplético, e desde aí falava pouco e passava a maior parte do tempo a dormir.
Elizabeth faleceu aos 116 anos, numa casa de repouso de Memphis (próximo dos campos do Tennessee que cultivou na sua juventude), onde passou os últimos anos.
Tinha 40 netos, 75 bisnetos e 450 trinetos e tetranetos.
Sucedeu-lhe no título o porto-riquenho Emiliano Mercado del Toro, de 115 anos, foi Decana da Humanidade de 27 de Agosto de 2006 a 11 de Dezembro de 2006, faleceu aos 116 anos e 118 dias.